# Соборна вулиця (Прилуки)
Вулиця Соборна — вулиця у місті Прилуки. Пролягає від Галаганівської вулиці та Соборної площі до Руської вулиці. Вулиця розташована у центральній та східній частинах міста (Кустівці).
Прилучаються вулиця Садова — 1-й Соборний провулок — вулиці Гімназична — Котляревського — Пушкіна — Ярмаркова — Михайлівська — Петропавлівська — 2-й провулок Шевченка — провулок Житній — вулиця Житня — 2-й Соборний провулок — вулиця Перемоги — Трудовий провулок — 2-й Удайський провулок — 1-й провулок Шевченка.
Нумерація йде від центру (№ 2-214, 1-205).

## Історія
Прокладена у першій половині 19 століття за Генеральним планом забудови міста 1802 року.
Вулиця Соборна вперше згадується 1888 року. У той час вона перетинала майже все місто із заходу на схід — від вулиці Воєнної (нині вул. Алгазіна) до вул. Хрестова на Йордань (нині вул. Перемоги), далі повертала на південний схід до вул. Ніжинсько-Роменської (нині вул. Київська). Перетинала також Базарну площу, на якій містився собор Різдва Богородиці, звідки вулиця й отримала назву.
Згодом вулиця розділена на дві окремі — Скоропадську (нині — Івана Скоропадського) й Соборну.
З 1925 року вулиця мала назву Радянська. Історичну назву повернено 2001 року.

## Пам'ятки
Збереглись будинки — пам'ятки народної архітектури кінця 19 поч. 20 ст. № 3, 6, 13, 28, 31, 35, 45, 73, 109.
- № 2 — Стрітенський собор;
- № 31 — Будинок Тарновських;
- № 35 — Маєток Котляренка.

## Установи
- № 16 — Міський відділ РАЦС;
- № 31 — Прилуцький відділ держнагляду за станом засобів вимірювання Чернігів, центру стандартизації та метрології і сертифікації;
- № 35 — Центральна районна бібліотека;
- № 40 — Прилуцький міськрайонний відділ Державної міграційної служби в Чернігівській області ;
- № 76 — Прилуцька дільниця Чернігівського ремонтно-монтажного комбінату по ремонту холодильного та торговельного технологічного обладнання;
- № 125 — Бібліотека міська № 2, відділення зв'язку № 6.